# Сюше, Луи Габриэль
Луи-Габриэль Сюше (фр. Louis-Gabriel Suchet; 2 марта 1770, Лион — 3 января 1826, Марсель) — французский военный деятель, маршал Империи (1811 год), генерал-полковник кавалерии Императорской гвардии (1813 год), граф (1808 год), затем 1-й герцог Альбуфера (1813 год), пэр Франции (1814 год), участник революционных и наполеоновских войн.

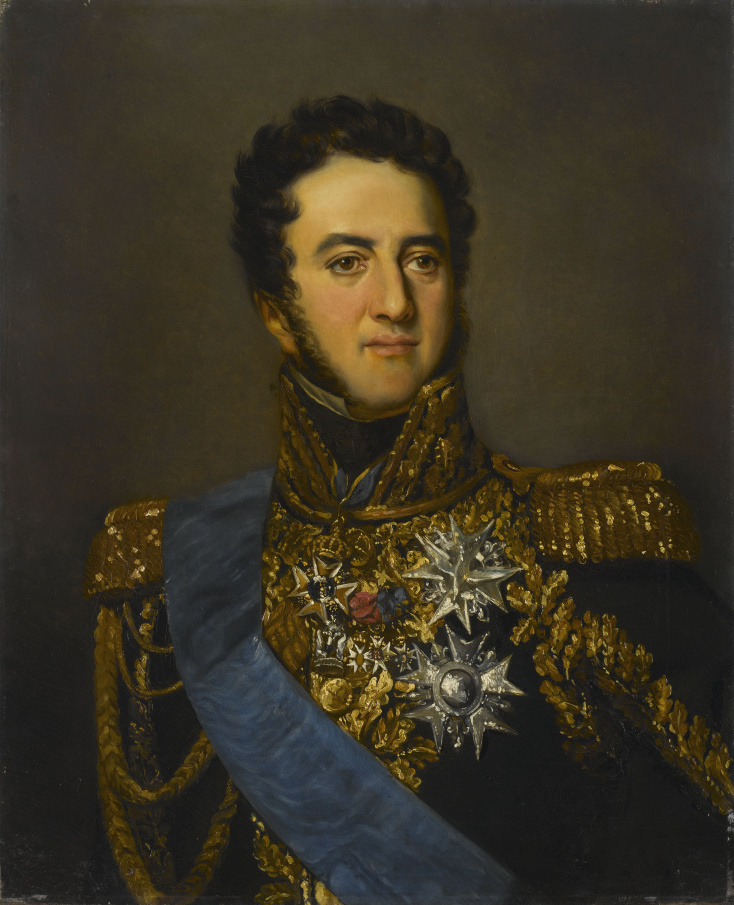
Маршал Сюше

Имя генерала выбито на Триумфальной арке в Париже.

## Биография

### Начало службы
Сын Жан-Пьера Сюше (фр. Jean-Pierre Suchet; 1736—1789), фабриканта шёлковых изделий в Лионе, и его супруги, Мари-Анны Жакье (фр. Marie-Anne Jacquier; 1742—ок.1789). Семья Сюше происходила с юга Ардеша, и несколько поколений занималась торговлей шёлком. Получил образование в частном колледже Иль-Барб.
После начала Революции, в 1791 году записался добровольцем в Национальную гвардию Ларжантьера. 12 мая 1792 года начал военную службу солдатом в добровольческой роте Ардеша. Быстро прошёл ступени от рядового до капитана. 20 сентября 1793 года произведён в подполковники (полковник-лейтенант), и назначен командиром 4-го батальона волонтёров Ардеша. Участвовал в подавлении выступлений роялистов и федералистов в его родном Лионе. Отличился при осаде Тулона. В одной из атак на форт Мальбоске  солдаты Сюше захватили в плен английского генерала О'Хара, хотя атака в итоге оказалась безуспешной.

### В Италии
В 1794 году переведён в Итальянскую армию, с назначение командиром батальона 112-й пехотной полубригады. Действуя в составе в дивизии генерала Лагарпа, отличился при Вадо и Сен-Жаке. 23–24 ноября 1795 года в сражении при Лоано захватил три австрийских знамени. 7 марта 1796 года переведён в состав 69-й линейной полубригады, 25 мая – в состав 18-й линейной полубригады, входившей в состав дивизии Массена. Принял участие в большом количестве сражений Итальянской кампании Бонапарта. Был при Дего (14–15 апреля 1796 года), Лоди (10 мая), Боргетто (30 мая), Кастильоне (5 августа), Пескьера (6 августа), Бассано (8 сентября), Череа (12 сентября), где был ранен пулей в ногу, Арколе (17 ноября) и Риволи (14–15 января 1797 года). 21 марта 1797 года был ранен при Ноймаркте. Восстановив силы, получил право доставить Бонапарту захваченные в бою знамёна.

### От полковника до генерала
28 октября 1797 года, через десять дней после заключения Кампо-Формийского мира, произведён в полковники, и назначен временным командиром 18-й полубригады линейной пехоты. С февраля по март 1798 года выполнял функции начальника штаба генерала Брюна в Армии Гельвеции. Блестящие действия в Швейцарской кампании 1798 года принесли ему право доставить 23 вражеских знамени в Париж.  23 марта 1798 года награждён званием бригадного генерала. 22 августа 1798 года стал начальником штаба Итальянской армии у генерала Жубера, с которым у него была дружба. Однако вскоре у Сюше возникли трения с комиссаром Директории, и 14 октября он был заменён генералом Монришаром, но остался в Италии вместе с генералом Жубером. 2 декабря его перевели в Гельветическую армию, но он не приступил к своим обязанностям и 27 декабря был уволен из армии. При поддержке Жубера Сюше смог восстановить своё честное имя, и 21 февраля 1799 года вернулся к службе, с назначением начальником штаба Майнцской армии. 5 апреля переведён в Дунайскую армию. 
10 июля 1799 года произведён в дивизионные генералы, и назначен начальником штаба Итальянской армии. Отличился в сражении при Нови. 
8 января 1800 года получил под своё начало 12-тысячный отряд, действовавший на левом фланге генерала Массена. Оборонял южные границы Франции, и участвовал в операциях в районе Генуи. С 17 по 24 июня 1800 года заменял Массена на посту командующего Итальянской армией. В декабре 1800 года, с возобновлением военных действий, командовал центром армии. Под его началом находились три дивизии – 18 тыс. чел. 25 декабря при переходе через Минчо выручил генерала Дюпона, и захватил 4000 пленных. 
В январе 1801 года был назначен губернатором Падуи. 24 июля 1801 года получил пост генерального инспектора пехоты.

### Во главе дивизии
27 октября 1803 года возглавил 4-ю пехотную дивизию в лагере Сент-Омер Армии Берегов Океана. Сразу после назначения, у Сюше возникли сложности с командующим лагерем, генералом Сультом. Сюше обратился к Жозефу Бонапарту, чтобы он попросил Наполеона вмешаться в ситуацию. Когда конфликт был исчерпан, Сюше в ноябре смог занять свой пост. Его дивизия была расквартирована недалеко от порта Вимрё. Генерал активно занимался улучшением бытовых условий для своих солдат, построил каменные бараки, и проложил удобные дороги к ним.
Благодаря дружеским отношениям с императрицей Жозефиной, Сюше в феврале 1805 года получил должность губернатора Лакенского дворца, недалеко от Брюсселя.
29 августа 1805 года его дивизия стала частью 4-го армейского корпуса Великой Армии, а 10 октября была передана под начало маршала Ланна в 5-й корпус. Сюше участвовал в кампаниях 1805, 1806 и 1807 годов, отличился в сражениях при Ульме и Холлабрунне. При Аустерлице в середине утра началось французское наступление. Русская кавалерия пыталась вмешаться, но её уничтожает огонь пехоты Сюше, а кавалерия Вальтера и Келлермана приходит на помощь и отражает атакующих. Сюше, наступая в первой линии, понёс ощутимые потери от огня трёх мушкетёрских полков при поддержке русской артиллерии. Южнее Каффарелли удается занять деревни Круг и Голубиц и повернуть на север, чтобы отрезать русским путь отхода. Столкнувшись с объединённым натиском войск Сюше и Каффарелли, поддержанных кавалерией, Багратиону пришлось отступить по дороге из Брюнна в Велешовиц, прикрытой своевременным огнём австрийской артиллерии, развернутой на высотах. Вечером после битвы Наполеон приглашает Сюше на ужин.
В войне против Пруссии отличился в первом же сражении 10 октября 1806 года при Заальфельде. 14 октября начал атаку на Йену. 26 декабря был при Пултуске.  Под Остроленкой 16 февраля 1807 года дивизия Суше успешно столкнулась с русскими генерала Эссена. По заключении Тильзитского мира, 12 июля временно возглавил 5-й корпус, стоявший в Силезии. 11 октября 1808 года его корпус получил приказ выдвигаться в Испанию. С декабре 1808 года по февраль 1809 года принимал участие в осаде Сарагосы.

### Война в Испании

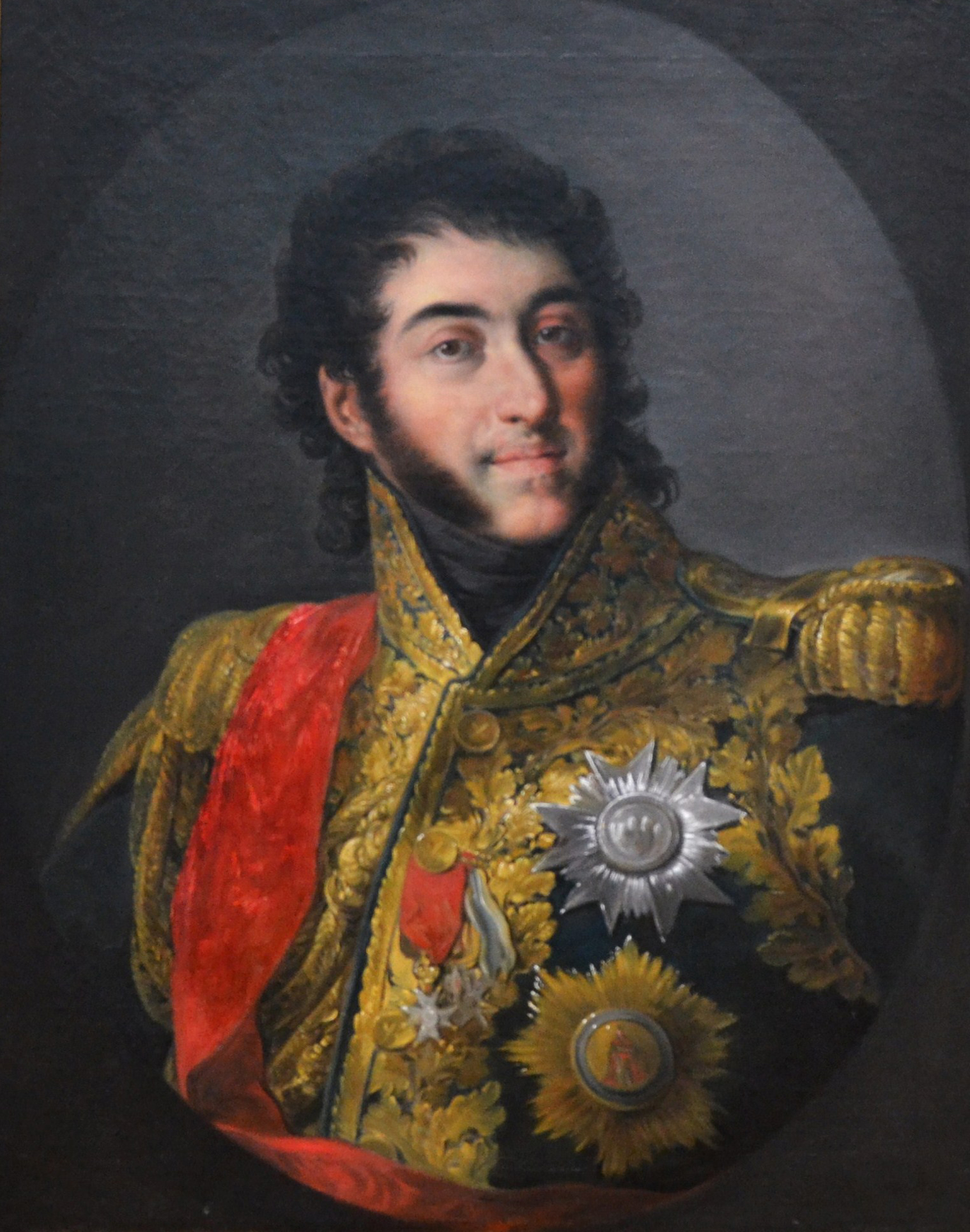
Портрет маршала Сюше в Испании, 1813 год

5 апреля 1809 года Сюше сменил генерала Жюно на посту командира 3-го армейского корпуса, ставшего 15 января 1810 года Арагонской армией. 15 июня 1809 года нанёс поражение генералу Блаку при Сарагосе, затем принудил к капитуляции гарнизоны крепостей Лерида, Тортоза и Таррагона. В сражении 25 октября 1811 года при Сагунте разгромил испанскую армию и взял в плен 1700 человек. На следующий день при капитуляции самого города взял ещё 2500 человек. Был ранен пулей в плечо. 9 января 1812 года захватил Валенсию, где захватил в плен 19 тыс. чел., в том числе 23 генералов. В апреле 1813 года назначен командующим Армии Каталонии и Арагона. А после поражения короля Жозефа при Виттории, отступил к Барселоне. 15 ноября 1813 года получил должность губернатора Каталонии.   После отречения Наполеона в апреле 1814 года вынужден был эвакуировать войска из Каталонии.. Наполеон в 1814 г. сказал о нем: "Если бы у меня было два таких маршала, как Сюше, я не только завоевал бы Испанию, но и сохранил бы ее" 

### Реставрация Бурбонов
После реставрации Сюше подчинился королю, получил 22 апреля 1814 года в командование Южную армию. 4 июня был назначен пэром Франции. 21 июня назначен командующим 14-го военного округа в Кане, 30 ноября – командующий 5-го военного округа в Страсбурге. В марте 1815 года перешёл на сторону Наполеона. 30 марта был вызван в Париж, и 4 апреля назначен командующим 6-го, 7-го, 8-го, 9-го и 19-го военных округов в Лионе, а 26 апреля стал командиром 7-го резервного корпуса. 2 июня 1815 года получил от Императора титул пэра Франции. 
Руководил военными действиями в Савойе и Пьемонте против австрийцев генерала Фримона. В ночь с 14 на 15 июня без объявления войны его армия вторглась в пьемонтскую часть Савойи, принадлежавшую Сардинскому королевству. Когда 23 июня Сюше узнал о поражении при Ватерлоо и отречении Наполеона, то австрийцы отклонили предложения Сюше о перемирии, и перед напором превосходящих сил неприятеля он вынужден был отступить из Савойи, а 12 июля он заключил с австрийцами договор в Лионе и отступил за Луару.
При второй реставрации Бурбонов лишён звания пэра и оставался без служебного назначения. 5 марта 1819 года восстановлен в звании пэра Франции. В 1823 году принял участие в Испанском походе.
Умер 3 января 1826 года неподалёку от Марселя в возрасте 55 лет. Был похоронен на кладбище Пер-Лашез.

## Воинские звания
- Младший лейтенант (1792 год);
- Лейтенант (1792 год);
- Капитан (1792 год);
- Подполковник (20 сентября 1793 года);
- Командир батальона (30 декабря 1795 года);
- Полковник (28 октября 1797 года);
- Бригадный генерал (23 марта 1798 года);
- Дивизионный генерал (10 июля 1799 года);
- Маршал Империи (8 июля 1811 года);
- Генерал-полковник гвардейской кавалерии (с 18 ноября 1813 года по 22 апреля 1814 года).

## Титулы
- Граф Сюше и Империи (фр. comte Suchet et de l'Empire; декрет от 19 марта 1808 года, патент подтверждён 24 июня 1808 года в Байонне)[5];
- Герцог Альбуфера и Империи (фр. duc d'Albufera et de l'Empire; декрет от 24 января 1812 года, патент подтверждён 3 января 1813 года в Париже)[6][7];
- Пэр Франции (фр. pair de France; 4 июня 1814 года).

Герб графа
Герб герцога

## Награды
Легионер ордена Почётного легиона (11 декабря 1803 года)
 Великий офицер ордена Почётного легиона (14 июня 1804 года)
 Знак Большого орла ордена Почётного легиона (8 февраля 1806 года)
 Кавалер ордена Железной короны (23 декабря 1807 года)
 Командор саксонского военного ордена Святого Генриха (22 сентября 1808 года)
 Кавалер ордена Святого Духа (4 июня 1814 года)
 Командор ордена Святого Людовика (24 сентября 1814 года)

## Семья
С 16 ноября 1808 года был женат на Онорине-Антуане де Сен-Жозеф (фр. Honorine Anthoine de Saint-Joseph; 26 февраля 1790, Марсель — 13 апреля 1884, Париж), дочери мэра Марселя (1805-1813) Антуана-Иньяса Антуана, барона де Сен-Жозефа. В браке родилось трое детей: дочь Луиза-Онорина (фр. Louise-Honorine; 1811-1885), сын Наполеон (фр. Louis-Napoléon; 1813-1877) и дочь Мари (фр. Marie; 1820-1835).

## Образ в кино
- «Наполеон: путь к вершине» (Франция, Италия, 1955) — актёр Филипп Бехам